# 二丈鹿家インターチェンジ

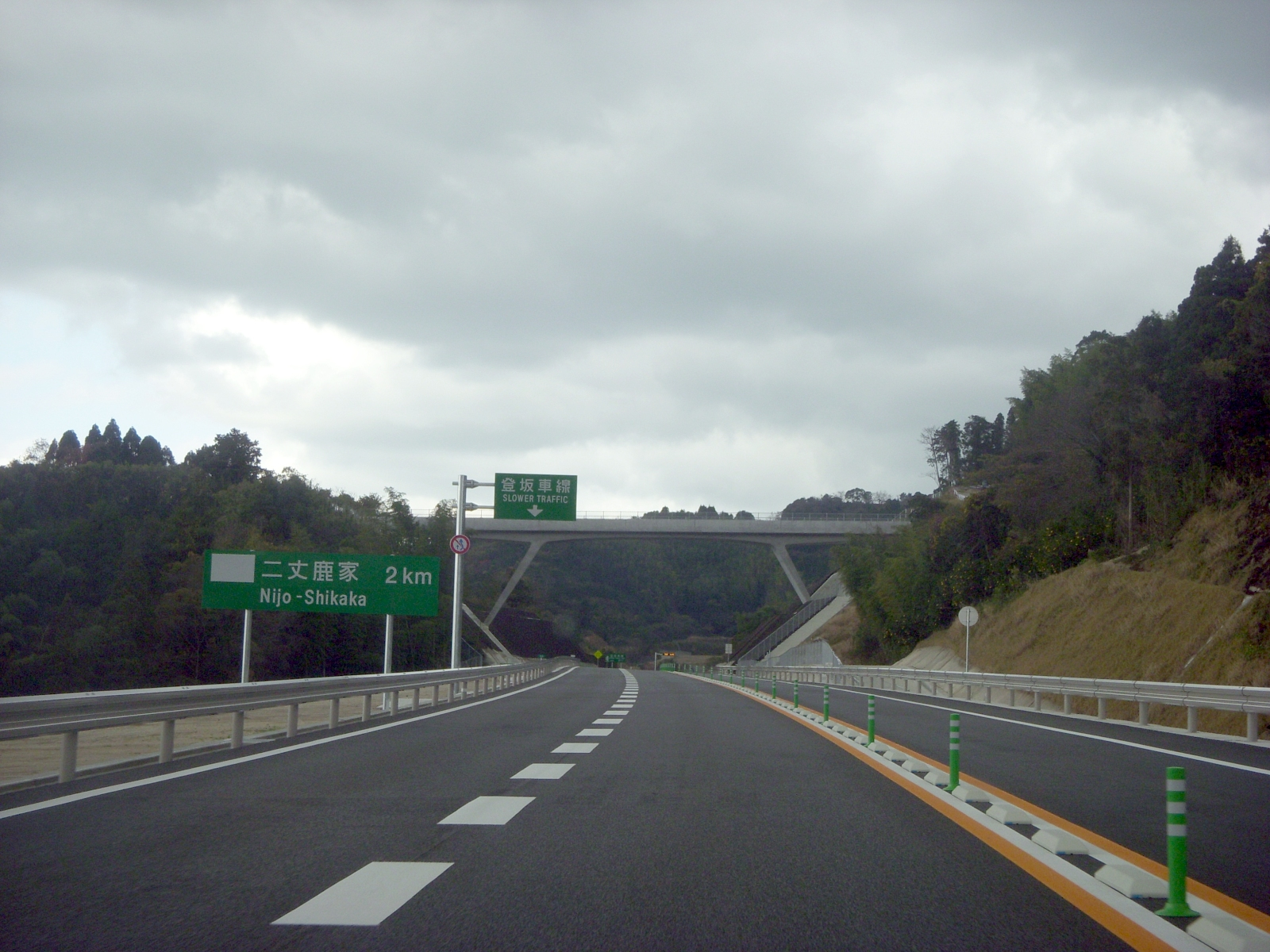
二丈鹿家IC 出口2km手前（佐賀県唐津市浜玉地区）

二丈鹿家インターチェンジ（にじょうしかかインターチェンジ）は、福岡県糸島市にある西九州自動車道のインターチェンジである。

## 概要
2009年12月12日に開通。西九州自動車道本線の出入口でありインターチェンジとなっている。実質は、本線（二丈浜玉道路 - 唐津道路）に対して、福岡市方面 - 国道202号唐津バイパス方面との片方向ランプである。当ICで唐津バイパス方面 - 唐津道路方面との出入りはできない。
それまでの二丈浜玉道路鹿家休憩所付近から、南西方面の唐津道路へと本線が造り変えられた。唐津市の東側中心部となる唐津バイパス方面に向かう場合、唐津道路の自動車専用道路区間に入る手前で、左側のオフランプ（当IC）から降りる必要がある。この改築工事に伴い、鹿家休憩所が福岡方面行きのオンランプのみの利用に変更され、オフランプ側からは利用することが出来なくなった。
二丈浜玉道路、および二丈鹿家ICの取付道路は一般道路であり、歩行者、軽車両は通行可能である。一方、唐津道路（二丈鹿家IC - 浜玉IC）は自動車専用道路である。

## 案内板
E35 かもめロード
伊万里 唐津市街
E35 西九州自動車道
伊万里 唐津
二丈鹿家ICの合流地点には通常の高速道路における道路標識（方面及び出口 (112) 、出口 (113) ）は存在せず、直前で二丈浜玉道路か唐津道路かを示す予告標識になっている。但し、福岡行きの車線には出口2km手前を示す標識（方面及び出口の予告 (110) ）が確認できる。

## 道路
- E35 西九州自動車道

## 接続する道路
- E35 二丈浜玉道路

## 歴史
- 2009年（平成21年）12月12日 : 二丈鹿家IC - 浜玉IC間開通に伴い供用開始

## 周辺
- 虹の松原

## 隣
E35 西九州自動車道（二丈浜玉道路）
二丈IC - 二丈鹿家IC
E35 西九州自動車道（唐津道路）
二丈鹿家IC - 浜玉IC